# Meadows Place, Texas
Meadows Place là một thành phố thuộc quận Fort Bend, tiểu bang Texas, Hoa Kỳ. Năm 2010, dân số của xã này là 4660 người.

## Dân số
- Dân số năm 2000: người.
- Dân số năm 2010: 4660 người.